# Алзон (Од)
Алзон (фр. Alzonne) насеље је и општина у јужној Француској у региону Лангдок-Русијон, у департману Од која припада префектури Каркасон.
По подацима из 2011. године у општини је живело 1378 становника, а густина насељености је износила 61,57 становника/km². Општина се простире на површини од 22,38 km². Налази се на средњој надморској висини од 129 метара (максималној 242 m, а минималној 108 m).

## Демографија
| 1962. | 1968. | 1975. | 1982. | 1990. | 1999. | 2011. |
| ----- | ----- | ----- | ----- | ----- | ----- | ----- |
| 1.275 | 1.177 | 1.206 | 1.208 | 1.225 | 1.221 | 1.378 |

График промене броја становника у току последњих година